# مقاطعة إدي (داكوتا الشمالية)
إدي (بالإنجليزية: Eddy)‏ هي إحدى مقاطعات ولاية داكوتا الشمالية في الولايات المتحدة الأمريكية.